# Anna Andres
Anna Oleksandrivna Andres  (en ucraniano: Анна Олександрівна Андрес, Leópolis, Ucrania, 17 de noviembre de 1993) es una modelo, empresaria e influencer de moda ucraniana. Ganó el concurso de belleza Miss Universo Ucrania en 2014.

## Carrera
En 2010, terminó sus estudios y se convirtió en «Vicemiss Leópolis». Después de esta victoria, Andres recibió ofertas de cooperación de agencias de modelos en Kiev, Milán, Londres y Shanghai. Mientras aún era estudiante, firmó contratos con Bookings (Londres), L Models (Kiev) y otras agencias de modelos. Trabaja periódicamente como modelo, apareciendo en la portada de L'Officiel de la couture et de la mode de Paris.
El 6 de junio de 2014, Andres fue coronada Miss Universo Ucrania. Luego comenzó a participar en proyectos caritativos ucranianos, apoyando a niños y ancianos desplazados internamente de la Zona de Operaciones Antiterroristas (ATO) del Dombás. En septiembre de 2014, Andrés fue a Texas para una sesión de fotos de vestido de noche para las revistas GQ Rusia y GQ México.
Andrés se negó públicamente a representar a Ucrania en el certamen de Miss Universo 2014. Por lo tanto, fue reemplazada por la finalista, Diana Harkusha.
En 2016, comenzó a trabajar como presentadora de televisión en el canal de moda «HD Fashion», informando desde la semana de la moda de Milán, la semana de la moda de París y el Festival de Cine de Cannes. En 2017, Andrés protagonizó el video musical de la canción romántica "Dooset Daram" de Arash Labaf. 
En 2018, Andres colaboró con la marca británica Pritch London para cocrear una colección de ropa. En abril de 2019, fundó «Anna Andres Jewelry». En 2021, colaboró con la diseñadora ucraniana Valeria Kovalskaya para crear la colección de joyas cápsula «Synergy».

## Educación
Asistió a la Universidad de Comercio y Economía de Leópolis y se graduó en 2016 con un título en derecho. Ese mismo año comenzó sus estudios en el Marangoni italiano. En 2018, se inscribió en Central Saint Martins.

## Vida personal
Anna Oleksandrivna Andres nació en una familia ucraniana con raíces polacas y rusas. Su madre, Victoria, trabajó como diseñadora de interiores y exteriores. Su padre, Oleksandr, es licenciado en derecho y trabajaba para la policía. Sus padres se divorciaron cuando ella tenía cinco años.
En julio de 2020, se casó con un empresario francés, David Barokas, en un hotel de la Riviera Francesa. En 2021, dio a luz a un hijo.